# Kim Jong-nam
Kim Jong-nam (Koreaans: 김정남, Hanja: 金正男) (Pyongyang, 10 mei 1971 - Kuala Lumpur, 14 februari 2017) was een familielid van de leiders van Noord-Korea. Hij was de oudste zoon van Kim Jong-il. Kim Jong-nam studeerde net zoals zijn halfbroer Kim Jong-un in het buitenland: computerwetenschappen aan universiteiten in Japan en Zwitserland. Hij werd vooral bekend als een van de Noord-Koreaanse overlopers en werd vermoord met zenuwgas.

## Levensloop
Kim Jong-nam werd geboren in de hoofdstad Pyongyang. Zijn moeder Sung Hae-Rim was een van de vele vriendinnen van Jong-il. Zij zou zijn overleden in Moskou, waar ze werd behandeld tegen depressies.
Kim Jong-nam zou als oudste zoon het leiderschap erven, maar men zegt dat hij deze kans verloren liet gaan doordat hij in mei 2001 met een vals Dominicaans paspoort Japan probeerde binnen te komen. Hij reisde toen in gezelschap van twee vrouwen en een kind. Na veel gesteggel gaf hij toe de zoon van Kim Jong-il te zijn. Zijn verklaring was dat hij naar Disneyland in Japan wilde gaan. Door dit incident bracht hij het Noord-Koreaanse regime ernstig in diplomatieke verlegenheid.
In oktober 2010, toen zijn halfbroer Kim Jong-un uitgebreid in het nieuws was als beoogd opvolger van hun vader, liet hij in een interview met een Japanse zender weten tegenstander te zijn van het Noord-Koreaanse systeem van erfopvolging. Hij was absent bij de begrafenis van zijn vader. Waarschijnlijk heeft rond deze tijd Kim Jong-un het bevel gegeven zijn halfbroer om te brengen. Kim Jong-nam was zich hiervan bewust, heeft Kim Jong-un in brieven om genade gevraagd en droeg atropine bij zich, een tegengif tegen VX en soortgelijke zenuwgassen gebaseerd op organofosfaten.
Kim Jong-nam woonde naar verluidt afwisselend in Peking en Macau.

## Overlijden
Op 14 februari 2017 werd Jong-nam in Maleisië vermoord op Kuala Lumpur International Airport. Op beelden is te zien dat twee vrouwen iets op zijn gezicht aanbrachten, waarna hij doorliep om bewakers te waarschuwen. Al na enkele minuten werd hij onwel, werd naar het ziekenhuis gebracht en overleed. Volgens een voorlopige analyse door de Maleisische politie zou de moord zijn uitgevoerd met het zenuwgas VX. Het ging hier om een zogenaamd binair wapen: elk van de twee vrouwen had een precursor op de handen gesmeerd die op zichzelf volledig onschadelijk was, maar wanneer beide stoffen bij elkaar kwamen op het gezicht van Jong-nam, reageerden ze tot het giftige VX. Op 30 maart 2017 werd zijn lichaam door Maleisië vrijgegeven en naar Noord-Korea getransporteerd.
De daders waren twee onwetende vrouwen (Siti Aisyah uit Indonesie en Đoàn Thị Hương uit Vietnam) die dachten "prank video´s" te maken, video´s die op TV of internet werden geplaatst en waarin grappen met mensen werden uitgehaald. De vrouwen hadden geen idee wie hun slachtoffer was en dachten dat ze onschuldige baby-olie in zijn gezicht smeerden. Dit bleek onder andere uit bewijsmateriaal, getuigen, het op bewakingscamera´s vastgelegde gedrag van de vrouwen en het feit dat ze zelf een groot risico liepen (ze droegen geen handschoenen en lieten na direct hun handen te wassen). Dit soort dingen deden ze wel vaker, en ze kregen per video een paar honderd dollar. Beide vrouwen kwamen uit het buitenland, hadden een zeer slechte financiele situatie, en droomden van een carriere als beroemdheid. Hun "werkgevers" waren waarschijnlijk Noord-Koreanen en konden worden herleid tot vier personen, die allemaal het land hadden verlaten; de "slachtoffers" van hun eerdere grappen waarschijnlijk acteurs. Beide vrouwen werden opgepakt en de openbare aanklager eiste de doodstraf. 
Uiteindelijk werd Siti Aisyah vrijgesproken. Đoàn Thị Hương bekende schuld aan een mindere aanklacht, en zat dik twee jaar gevangenisstraf uit. Er werd kritiek uitgeoefend naar aanleiding van het verschil in behandeling tussen Siti Aisyah en Đoàn Thị Hương. Naar aanleiding van het incident verslechterden de tot dan toe vrij goede bilaterale betrekkingen tussen Maleisie en Noord-Korea, en werden de diplomatieke relaties verbroken. Ook Vietnam dreigde met het afbreken van de diplomatieke betrekkingen met Noord-Korea, waarop de Noord-Koreanen hun excuses aan Vietnam aanboden.

## Persoonlijk
Kim Jong-nam was twee keer getrouwd en had bij drie vrouwen zes kinderen. Zijn oudste zoon Kim Han-sol baarde in 2012 opzien door zich voor de Finse televisie uit te spreken tegen het bewind van de toenmalige leider, zijn grootvader Kim Jong-il.

## Stamboom
|                        |                        |                        |                        |                        |                        |  |  |                      |                      |                      |                      |                      |                      |  |  |                       |                       |                       |                       |                       |                       |                     |                     |                        |                        |                        |                        | Kim Bo-hyon 1871–1955   |                         |                         |                         |                         |                         |                       |                       |                        |                        |                        |                        |                           |                           |                           |                           |                           |                           |                   |                   |                       |                       |                       |                       |                       |                       |
|                        |                        |                        |                        |                        |                        |  |  |                      |                      |                      |                      |                      |                      |  |  |                       |                       |                       |                       |                       |                       |                     |                     |                        |                        |                        |                        |                         |                         |                         |                         |                         |                         |                       |                       |                        |                        |                        |                        |                           |                           |                           |                           |                           |                           |                   |                   |                       |                       |                       |                       |                       |                       |
|                        |                        |                        |                        |                        |                        |  |  |                      |                      |                      |                      |                      |                      |  |  |                       |                       |                       |                       |                       |                       |                     |                     |                        |                        |                        |                        | Kim Hyŏng-jik 1894–1926 | Kim Hyŏng-jik 1894–1926 | Kim Hyŏng-jik 1894–1926 | Kim Hyŏng-jik 1894–1926 | Kim Hyŏng-jik 1894–1926 | Kim Hyŏng-jik 1894–1926 |                       |                       | Kang Pan-sŏk 1892–1932 | Kang Pan-sŏk 1892–1932 | Kang Pan-sŏk 1892–1932 | Kang Pan-sŏk 1892–1932 | Kang Pan-sŏk 1892–1932    | Kang Pan-sŏk 1892–1932    |                           |                           |                           |                           |                   |                   |                       |                       |                       |                       |                       |                       |
|                        |                        |                        |                        |                        |                        |  |  |                      |                      |                      |                      |                      |                      |  |  |                       |                       |                       |                       |                       |                       |                     |                     |                        |                        |                        |                        | Kim Hyŏng-jik 1894–1926 | Kim Hyŏng-jik 1894–1926 | Kim Hyŏng-jik 1894–1926 | Kim Hyŏng-jik 1894–1926 | Kim Hyŏng-jik 1894–1926 | Kim Hyŏng-jik 1894–1926 |                       |                       | Kang Pan-sŏk 1892–1932 | Kang Pan-sŏk 1892–1932 | Kang Pan-sŏk 1892–1932 | Kang Pan-sŏk 1892–1932 | Kang Pan-sŏk 1892–1932    | Kang Pan-sŏk 1892–1932    |                           |                           |                           |                           |                   |                   |                       |                       |                       |                       |                       |                       |
|                        |                        |                        |                        |                        |                        |  |  |                      |                      |                      |                      |                      |                      |  |  |                       |                       |                       |                       |                       |                       |                     |                     |                        |                        |                        |                        |                         |                         |                         |                         |                         |                         |                       |                       |                        |                        |                        |                        |                           |                           |                           |                           |                           |                           |                   |                   |                       |                       |                       |                       |                       |                       |
|                        |                        |                        |                        |                        |                        |  |  |                      |                      |                      |                      |                      |                      |  |  |                       |                       |                       |                       |                       |                       |                     |                     |                        |                        |                        |                        |                         |                         |                         |                         |                         |                         |                       |                       |                        |                        |                        |                        |                           |                           |                           |                           |                           |                           |                   |                   |                       |                       |                       |                       |                       |                       |
|                        |                        |                        |                        |                        |                        |  |  |                      |                      |                      |                      |                      |                      |  |  |                       |                       |                       |                       |                       |                       |                     |                     | Kim Jong-suk 1919–1949 | Kim Jong-suk 1919–1949 | Kim Jong-suk 1919–1949 | Kim Jong-suk 1919–1949 | Kim Jong-suk 1919–1949  | Kim Jong-suk 1919–1949  |                         |                         | Kim Il-sung 1912–1994   | Kim Il-sung 1912–1994   | Kim Il-sung 1912–1994 | Kim Il-sung 1912–1994 | Kim Il-sung 1912–1994  | Kim Il-sung 1912–1994  |                        |                        | Kim Sŏng-ae 1924–2014     | Kim Sŏng-ae 1924–2014     | Kim Sŏng-ae 1924–2014     | Kim Sŏng-ae 1924–2014     | Kim Sŏng-ae 1924–2014     | Kim Sŏng-ae 1924–2014     |                   |                   | Kim Yong-ju 1920–2021 | Kim Yong-ju 1920–2021 | Kim Yong-ju 1920–2021 | Kim Yong-ju 1920–2021 | Kim Yong-ju 1920–2021 | Kim Yong-ju 1920–2021 |
|                        |                        |                        |                        |                        |                        |  |  |                      |                      |                      |                      |                      |                      |  |  |                       |                       |                       |                       |                       |                       |                     |                     | Kim Jong-suk 1919–1949 | Kim Jong-suk 1919–1949 | Kim Jong-suk 1919–1949 | Kim Jong-suk 1919–1949 | Kim Jong-suk 1919–1949  | Kim Jong-suk 1919–1949  |                         |                         | Kim Il-sung 1912–1994   | Kim Il-sung 1912–1994   | Kim Il-sung 1912–1994 | Kim Il-sung 1912–1994 | Kim Il-sung 1912–1994  | Kim Il-sung 1912–1994  |                        |                        | Kim Sŏng-ae 1924–2014     | Kim Sŏng-ae 1924–2014     | Kim Sŏng-ae 1924–2014     | Kim Sŏng-ae 1924–2014     | Kim Sŏng-ae 1924–2014     | Kim Sŏng-ae 1924–2014     |                   |                   | Kim Yong-ju 1920–2021 | Kim Yong-ju 1920–2021 | Kim Yong-ju 1920–2021 | Kim Yong-ju 1920–2021 | Kim Yong-ju 1920–2021 | Kim Yong-ju 1920–2021 |
|                        |                        |                        |                        |                        |                        |  |  |                      |                      |                      |                      |                      |                      |  |  |                       |                       |                       |                       |                       |                       |                     |                     |                        |                        |                        |                        |                         |                         |                         |                         |                         |                         |                       |                       |                        |                        |                        |                        |                           |                           |                           |                           |                           |                           |                   |                   |                       |                       |                       |                       |                       |                       |
|                        |                        |                        |                        |                        |                        |  |  |                      |                      |                      |                      |                      |                      |  |  |                       |                       |                       |                       |                       |                       |                     |                     |                        |                        |                        |                        |                         |                         |                         |                         |                         |                         |                       |                       |                        |                        |                        |                        |                           |                           |                           |                           |                           |                           |                   |                   |                       |                       |                       |                       |                       |                       |
| Song Hye-rim 1937–2002 | Song Hye-rim 1937–2002 | Song Hye-rim 1937–2002 | Song Hye-rim 1937–2002 | Song Hye-rim 1937–2002 | Song Hye-rim 1937–2002 |  |  | Kim Young-sook 1947– | Kim Young-sook 1947– | Kim Young-sook 1947– | Kim Young-sook 1947– | Kim Young-sook 1947– | Kim Young-sook 1947– |  |  | Kim Jong-il 1941–2011 | Kim Jong-il 1941–2011 | Kim Jong-il 1941–2011 | Kim Jong-il 1941–2011 | Kim Jong-il 1941–2011 | Kim Jong-il 1941–2011 |                     |                     | Ko Yong-hui 1952–2004  | Ko Yong-hui 1952–2004  | Ko Yong-hui 1952–2004  | Ko Yong-hui 1952–2004  | Ko Yong-hui 1952–2004   | Ko Yong-hui 1952–2004   |                         |                         | Kim Kyong-hui 1946–     | Kim Kyong-hui 1946–     | Kim Kyong-hui 1946–   | Kim Kyong-hui 1946–   | Kim Kyong-hui 1946–    | Kim Kyong-hui 1946–    |                        |                        | Jang Song-thaek 1946–2013 | Jang Song-thaek 1946–2013 | Jang Song-thaek 1946–2013 | Jang Song-thaek 1946–2013 | Jang Song-thaek 1946–2013 | Jang Song-thaek 1946–2013 |                   |                   | Kim Pyong-il 1954–    | Kim Pyong-il 1954–    | Kim Pyong-il 1954–    | Kim Pyong-il 1954–    | Kim Pyong-il 1954–    | Kim Pyong-il 1954–    |
| Song Hye-rim 1937–2002 | Song Hye-rim 1937–2002 | Song Hye-rim 1937–2002 | Song Hye-rim 1937–2002 | Song Hye-rim 1937–2002 | Song Hye-rim 1937–2002 |  |  | Kim Young-sook 1947– | Kim Young-sook 1947– | Kim Young-sook 1947– | Kim Young-sook 1947– | Kim Young-sook 1947– | Kim Young-sook 1947– |  |  | Kim Jong-il 1941–2011 | Kim Jong-il 1941–2011 | Kim Jong-il 1941–2011 | Kim Jong-il 1941–2011 | Kim Jong-il 1941–2011 | Kim Jong-il 1941–2011 |                     |                     | Ko Yong-hui 1952–2004  | Ko Yong-hui 1952–2004  | Ko Yong-hui 1952–2004  | Ko Yong-hui 1952–2004  | Ko Yong-hui 1952–2004   | Ko Yong-hui 1952–2004   |                         |                         | Kim Kyong-hui 1946–     | Kim Kyong-hui 1946–     | Kim Kyong-hui 1946–   | Kim Kyong-hui 1946–   | Kim Kyong-hui 1946–    | Kim Kyong-hui 1946–    |                        |                        | Jang Song-thaek 1946–2013 | Jang Song-thaek 1946–2013 | Jang Song-thaek 1946–2013 | Jang Song-thaek 1946–2013 | Jang Song-thaek 1946–2013 | Jang Song-thaek 1946–2013 |                   |                   | Kim Pyong-il 1954–    | Kim Pyong-il 1954–    | Kim Pyong-il 1954–    | Kim Pyong-il 1954–    | Kim Pyong-il 1954–    | Kim Pyong-il 1954–    |
|                        |                        |                        |                        |                        |                        |  |  |                      |                      |                      |                      |                      |                      |  |  |                       |                       |                       |                       |                       |                       |                     |                     |                        |                        |                        |                        |                         |                         |                         |                         |                         |                         |                       |                       |                        |                        |                        |                        |                           |                           |                           |                           |                           |                           |                   |                   |                       |                       |                       |                       |                       |                       |
|                        |                        |                        |                        |                        |                        |  |  |                      |                      |                      |                      |                      |                      |  |  |                       |                       |                       |                       |                       |                       |                     |                     |                        |                        |                        |                        |                         |                         |                         |                         |                         |                         |                       |                       |                        |                        |                        |                        |                           |                           |                           |                           |                           |                           |                   |                   |                       |                       |                       |                       |                       |                       |
| Kim Jong-nam 1971–2017 | Kim Jong-nam 1971–2017 | Kim Jong-nam 1971–2017 | Kim Jong-nam 1971–2017 | Kim Jong-nam 1971–2017 | Kim Jong-nam 1971–2017 |  |  | Kim Sol-song 1974–   | Kim Sol-song 1974–   | Kim Sol-song 1974–   | Kim Sol-song 1974–   | Kim Sol-song 1974–   | Kim Sol-song 1974–   |  |  |                       |                       | Kim Jong-chul 1981–   | Kim Jong-chul 1981–   | Kim Jong-chul 1981–   | Kim Jong-chul 1981–   | Kim Jong-chul 1981– | Kim Jong-chul 1981– |                        |                        | Kim Jong-un 1984–      | Kim Jong-un 1984–      | Kim Jong-un 1984–       | Kim Jong-un 1984–       | Kim Jong-un 1984–       | Kim Jong-un 1984–       |                         |                         | Ri Sol-ju ca. 1986–   | Ri Sol-ju ca. 1986–   | Ri Sol-ju ca. 1986–    | Ri Sol-ju ca. 1986–    | Ri Sol-ju ca. 1986–    | Ri Sol-ju ca. 1986–    |                           |                           | Kim Yo-jong 1987–         | Kim Yo-jong 1987–         | Kim Yo-jong 1987–         | Kim Yo-jong 1987–         | Kim Yo-jong 1987– | Kim Yo-jong 1987– |                       |                       |                       |                       |                       |                       |
| Kim Jong-nam 1971–2017 | Kim Jong-nam 1971–2017 | Kim Jong-nam 1971–2017 | Kim Jong-nam 1971–2017 | Kim Jong-nam 1971–2017 | Kim Jong-nam 1971–2017 |  |  | Kim Sol-song 1974–   | Kim Sol-song 1974–   | Kim Sol-song 1974–   | Kim Sol-song 1974–   | Kim Sol-song 1974–   | Kim Sol-song 1974–   |  |  |                       |                       | Kim Jong-chul 1981–   | Kim Jong-chul 1981–   | Kim Jong-chul 1981–   | Kim Jong-chul 1981–   | Kim Jong-chul 1981– | Kim Jong-chul 1981– |                        |                        | Kim Jong-un 1984–      | Kim Jong-un 1984–      | Kim Jong-un 1984–       | Kim Jong-un 1984–       | Kim Jong-un 1984–       | Kim Jong-un 1984–       |                         |                         | Ri Sol-ju ca. 1986–   | Ri Sol-ju ca. 1986–   | Ri Sol-ju ca. 1986–    | Ri Sol-ju ca. 1986–    | Ri Sol-ju ca. 1986–    | Ri Sol-ju ca. 1986–    |                           |                           | Kim Yo-jong 1987–         | Kim Yo-jong 1987–         | Kim Yo-jong 1987–         | Kim Yo-jong 1987–         | Kim Yo-jong 1987– | Kim Yo-jong 1987– |                       |                       |                       |                       |                       |                       |
|                        |                        |                        |                        |                        |                        |  |  |                      |                      |                      |                      |                      |                      |  |  |                       |                       |                       |                       |                       |                       |                     |                     |                        |                        |                        |                        |                         |                         |                         |                         |                         |                         |                       |                       |                        |                        |                        |                        |                           |                           |                           |                           |                           |                           |                   |                   |                       |                       |                       |                       |                       |                       |
| Kim Han-sol 1995–      | Kim Han-sol 1995–      | Kim Han-sol 1995–      | Kim Han-sol 1995–      | Kim Han-sol 1995–      | Kim Han-sol 1995–      |  |  |                      |                      |                      |                      |                      |                      |  |  |                       |                       |                       |                       |                       |                       |                     |                     |                        |                        |                        |                        |                         |                         | Kim Ju-ae ca. 2012–     | Kim Ju-ae ca. 2012–     | Kim Ju-ae ca. 2012–     | Kim Ju-ae ca. 2012–     | Kim Ju-ae ca. 2012–   | Kim Ju-ae ca. 2012–   |                        |                        |                        |                        |                           |                           |                           |                           |                           |                           |                   |                   |                       |                       |                       |                       |                       |                       |